# Igor Duljaj
Igor Duljaj, cyr. Игор Дуљај (ur. 29 października 1979 w Topoli) – serbski piłkarz grający na pozycji defensywnego pomocnika, trener piłkarski.

## Kariera klubowa
Duljaj jest wychowankiem Partizana Belgrad. Grał w nim w drużynie juniorów, a w 1997 roku został zawodnikiem pierwszej drużyny. W pierwszym sezonie gry zajął z Partizanem 3. miejsce w lidze jugosłowiańskiej, zdobył Puchar Jugosławii i strzelił swojego pierwszego gola w lidze. W sezonie 1998/1999 grał więcej niż przed rokiem (15 spotkań) i został po raz pierwszy w karierze mistrzem kraju. Zaczął też występować w europejskich pucharach – eliminacjach Ligi Mistrzów oraz Pucharze UEFA. W sezonie 1999/2000 Duljaj był już podstawowym zawodnikiem Partizana i został wicemistrzem kraju, co powtórzył rok później i dołożył wtedy też kolejny krajowy puchar. W sezonie 2001/2002 znów został mistrzem, a w 2003/2004 wystąpił w fazie grupowej Ligi Mistrzów. Ogółem w Partizanie rozegrał 172 mecze i zdobył 5 bramek.
Zimą 2004 Duljaj przeszedł do ukraińskiego Szachtara Donieck. W lidze ukraińskiej zadebiutował 14 marca w wygranym 2:0 meczu z Metałurhiem Donieck. Do końca sezonu wystąpił w 9 meczach Szachtara i wywalczył wicemistrzostwo kraju. W sezonie 2004/2005 po raz pierwszy został mistrzem Ukrainy, a w mistrzowskim sezonie rozegrał 24 mecze i zdobył 2 gole. W sezonie 2005/2006 Duljaj zagrał w 23 ligowych meczach Szachtara i drugi raz z rzędu świętował tytuł mistrza kraju. Natomiast w sezonie 2006/2007 został wicemistrzem oraz wziął udział w fazie grupowej Ligi Mistrzów. 27 lipca 2010 przeszedł do PFK Sewastopol. Po rozformowaniu klubu w maju 2014 opuścił Krym.
| Sezon   | Klub             | Kraj                | Rozgrywki                            | Mecze | Bramki |
| ------- | ---------------- | ------------------- | ------------------------------------ | ----- | ------ |
| 1997/98 | FK Partizan      | Jugosławia          | Meridijan Superliga                  | 5     | 1      |
| 1998/99 | FK Partizan      | Jugosławia          | Meridijan Superliga                  | 15    | 0      |
| 1999/00 | FK Partizan      | Jugosławia          | Meridijan Superliga                  | 32    | 1      |
| 2000/01 | FK Partizan      | Jugosławia          | Meridijan Superliga                  | 28    | 1      |
| 2001/02 | FK Partizan      | Jugosławia          | Meridijan Superliga                  | 29    | 1      |
| 2002/03 | FK Partizan      | Serbia i Czarnogóra | Meridijan Superliga                  | 31    | 0      |
| 2003/04 | FK Partizan      | Serbia i Czarnogóra | Meridijan Superliga                  | 14    | 0      |
| 2003/04 | Szachtar Donieck | Ukraina             | Ukraińska Wyszcza Liha               | 9     | 0      |
| 2004/05 | Szachtar Donieck | Ukraina             | Ukraińska Wyszcza Liha               | 24    | 2      |
| 2005/06 | Szachtar Donieck | Ukraina             | Ukraińska Wyszcza Liha               | 23    | 0      |
| 2006/07 | Szachtar Donieck | Ukraina             | Ukraińska Wyszcza Liha               |       |        |
|         |                  |                     | Łącznie w Meridijan Superlidze       | 172   | 5      |
|         |                  |                     | Łącznie w Ukraińskiej Wyszczej Lidze | 56    | 2      |

## Kariera reprezentacyjna
W reprezentacji Jugosławii Duljaj zadebiutował 15 listopada 2000 roku w przegranym 1:2 meczu z Rumunią.
Największym sukcesem Duljaja w kadrze był awans do Mistrzostw Świata w Niemczech. Tam zagrał we wszystkich trzech grupowych meczach w pełnym wymiarze czasowym: przegranych 0:1 z Holandią, 0:6 z Argentyną i 2:3 z Wybrzeżem Kości Słoniowej.

## Kariera trenerska
7 lipca 2015 rozpoczął karierę szkoleniowca w młodzieżowej drużynie Szachtara Donieck.

## Sukcesy

### Sukcesy klubowe
- mistrz Serbii i Czarnogóry: 1999, 2002, 2003
- wicemistrz Serbii i Czarnogóry: 2000, 2001
- zdobywca Serbii i Czarnogóry: 2001
- mistrz Ukrainy: 2005, 2006, 2008
- wicemistrz Ukrainy: 2004, 2007, 2009
- zdobywca Pucharu Ukrainy: 2004, 2008
- finalista Pucharu Ukrainy: 2005, 2007, 2009
- zdobywca Superpucharu Ukrainy: 2005, 2008
- finalista Superpucharu Ukrainy: 2004, 2006, 2007
- zdobywca Pucharu UEFA: 2009

### Sukcesy reprezentacyjne
- uczestnik turnieju finałowego Mistrzostw Świata w Niemczech: 2006

### Odznaczenia
- tytuł Zasłużonego Mistrza Sportu Ukrainy: 2009[3]
- Order „Za odwagę” III klasy: 2009[4].